# Josef Táflík
Josef Táflík (11. ledna 1958 – 3. května 2025) byl český hokejista.

## Život
Josef Táflík byl synem bývalého plzeňského hráče 50. a 60. let a sám se stal jednou z ikon plzeňského hokeje let osmdesátých. V Plzni prošel všemi mládežnickými kategoriemi. 
V roce 1977 narukoval na vojnu do VTJ Písek, kde strávil dvě sezóny po boku Jaroslava Stuchlíka, Antonína Micky, Miloše Říhy nebo Oldřicha Válka. Premiéru v nejvyšší soutěži si odbyl po návratu do civilu v prvním kole sezóny 1979–1980. Brzy se vypracoval do elitního útoku k Františku Černému a Zdeňkovi Patovi, nejlepší byla jeho sezóna 1985–1986, kdy dokázal nastřílet 21 branek v 39 utkáních. Patrně nejdůležitější gól své kariéry vstřelil v ročníku 1983–1984 v prolínací soutěži v Nitře, kde Táflík zvyšoval na 3:1 a jeho branka znamenala definitivní záchranu v soutěži. V téže sezóně rozhodovaly při nerozhodném skóre o výsledku samostatné nájezdy. Táflík jel penaltu v pěti případech a vždycky ji proměnil – pokaždé při zakončení volil střelu. Po sezóně 1987–1988 odešel do regionální ligy v Německu (HC Wernau, Ballingen). Jeho útok s dalším bývalým plzeňským hokejistou, obráncem Milanem Vágnerem, jedním Kanaďanem a Američanem, dokázal v sezóně 1988–1989 nastřílet 186 branek ze 190 branek svého klubu. V československé  nejvyšší soutěži měl celkové statistiky následující: během 9 let celkem 357 utkání, 105 branek a 88 asistencí.
Zemřel 3. května 2025 ve věku 67 let.

## Klubová statistika
| Sezona  | Klub        | Základní část | Základní část | Základní část | Základní část | Základní část |
| Sezona  | Klub        | Z             | G             | A             | B             |               |
| ------- | ----------- | ------------- | ------------- | ------------- | ------------- | ------------- |
| 1979–80 | Škoda Plzeň | 34            | 6             | 5             | 11            |               |
| 1980–81 | Škoda Plzeň | 38            | 7             | 7             | 14            |               |
| 1981–82 | Škoda Plzeň | 42            | 12            | 13            | 25            |               |
| 1982–83 | Škoda Plzeň | 44            | 11            | 10            | 21            |               |
| 1983–84 | Škoda Plzeň | 34            | 5             | 4             | 9             |               |
| 1984–85 | Škoda Plzeň | 43            | 18            | 11            | 29            |               |
| 1985–86 | Škoda Plzeň | 39            | 21            | 13            | 34            |               |
| 1986–87 | Škoda Plzeň | 41            | 14            | 15            | 29            |               |
| 1987–88 | Škoda Plzeň | 42            | 11            | 10            | 21            |               |
| 1988–90 | HC Wernau   |               |               |               |               |               |
| 1990–92 | Ballingen   |               |               |               |               |               |